# Орлов, Юрий Викторович (гандболист)
Юрий Викторович Орлов (род. 21 августа 1987 года, Астрахань) - российский гандболист, левый полусредний; тренер. Мастер спорта России международного класса.

## Карьера
Воспитанник астраханского гандбола. Первый тренер – Чернова Лидия Ивановна.
С 2005 года выступал в составе клуба «Лукойл-Динамо». Дважды (2007, 2008) становится серебряным призёром чемпионата России.
Сезон 2010/11 года провёл в клубе «Университет Лесгафта-Нева».
С 2011 года выступал в составе клуба «Пермские Медведи», в составе которого становился обладателем Кубка России (2014), дважды (2014, 2015) завоёвывал бронзу чемпионата России, серебро (2012) и бронзу (2015) Кубка России.
В составе юношеской сборной России становился серебряным призером чемпионата Европы (2005) и двукратным чемпионом мира среди студентов (2006, 2008).
С 2019 по 2024 годы работал главным тренером команды «Пермские медведи – Академия», которую в сезонах 2021/22 и 2023/24 привел к золотым медалям молодежного первенства, а в сезоне-2022/23 – к бронзовым.
Летом 2024 года был назначен главным тренером клуба «СГАУ-Саратов».
С осени 2024 года – главный тренер юношеской сборной России
Окончил Астраханский государственный университет.